# Peuple cavalier

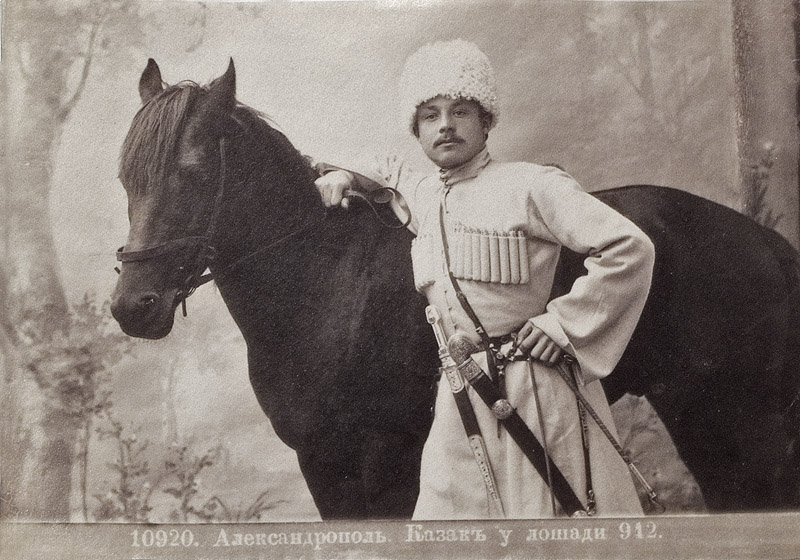
Cosaque avec son cheval à Alexandropol : photo de Dimitri Ermakov.

L'expression peuple cavalier désigne des peuples, en général nomades et vivant sous la tente ou la yourte, qui entretiennent ou ont entretenu un fort lien historique et culturel avec les chevaux. Cet animal est ou fut au centre de leur existence, assurant leurs déplacements comme leurs campagnes guerrières.

## Spécificités
Une des caractéristiques communes des peuples cavaliers, est l'apprentissage de l'équitation par les enfants, dès leur plus jeune âge, et l'utilisation culinaire du lait de jument. Ces peuples se sont déployés dans les steppes allant du nord de la Mer Noire et de l'Anatolie à la Mongolie, en tant que guerriers et éleveurs nomades dont le moyen de transport était le cheval, et leurs cultures privilégiaient le rapport avec cet animal auquel des cultes étaient rendus, que l'on mangeait, qui pouvait être sacrifié et inhumé avec son maître, et auquel de grandes fêtes et de grandes courses étaient dédiées. Encore aujourd'hui, chaque année, en Mongolie, à Oulan-Bator, est organisée une gigantesque course de chevaux mongols montés par des enfants (garçons ou filles, de l'âge de 6 à 12 ans). Tous les peuples cavaliers récents sont en voie de sédentarisation et/ou de motorisation, mais certains peuples anciens, comme les Parthes, les Proto-Bulgares, les Magyars ou les Tatars, se sont sédentarisés au cours de l'histoire, certains fondant des nations stables qui existent toujours, telles la Hongrie.

## Peuples cavaliers

### Anciens
- Cimmériens
- Scythes
- Sarmates
- Roxolans
- Agathyrses
- Tokhariens
- Massagètes
- Saces ou Sakas
- Parthes
- Goths, dont le statut de « peuple cavalier » est contesté par les historiens, car il leur a été attribué non sur des critères objectifs (mode de vie nomade, lié au cheval) mais à la suite de la vague du romantisme au XIXe siècle qui a submergé l'Europe de l'Ouest (Royaume-Uni, Allemagne, France), et parce que ce statut a été ensuite élargi indûment à l'ensemble des tribus germaniques qui se sont établies en Europe durant le bas Moyen Âge.
- Xiongnu
- Huns
- Avars
- Proto-Bulgares
- Onogoures
- Alains
- Iasses
- Khazars
- Magyars
- Pétchénègues
- Coumans
- Oghouzes
- Turcomans
- Tatars
- Mongols
- Turcs
- Celtes
- Germains[3]
- Libyens[4],[5]
- Numides[6],[7],[8].
- Maures[9]
- Garamantes[10]
- Alains[11]

### Actuels
Par « actuels » il faut entendre « modernes » au sens historique du terme, mais au XXIe siècle le mode de vie nomade et lié au cheval est en recul partout face à la sédentarisation volontaire ou forcée, comme en témoignent par exemple les « banlieues de yourtes » entourant Oulan-Bator, capitale de la Mongolie.  
- Mongols
- Ouïgours
- Kirghizes
- Kalmouks
- Turkmènes
- Kazakhs
- Berbères[12]
- Cosaques, populations slaves vivant dans les régions méridionales des actuelles Russie et Ukraine. La culture cosaque a longtemps été méprisée, dès l'époque tsariste où ces troupes étaient considérées comme peu fiables, indisciplinées et composées de brutes primitives, mais spécialement pendant l'ère soviétique ; elle fut accusée en bloc d'antisémitisme (en raison de la participation de certains groupes à des pogroms avant 1914), de nazisme (en raison du ralliement de certains groupes à l'armée Vlassov, par antistalinisme) et d'alcoolisme (en raison de ses fêtes). Cependant, l'armée soviétique a eu ses brigades de cosaques rouges, et depuis 1991, la cosaquerie vit un regain avec notamment la valorisation du patrimoine cavalier, et des fameuses acrobaties cosaques à cheval.
- Certains groupes de Roms comme les « Rotari » (éleveurs et dresseurs de chevaux d'Europe orientale), une partie des Gitans d'Europe méridionale et des Manouches d'Europe centrale, ainsi que certains Tinkers d'Irlande[13].
- Les léonards du Léon finistérien avaient un rapport unique au cheval pour son élevage et son dressage, et il reste encore beaucoup de chevaux auprès de la population léonarde.

## Littérature
- Les Rohirrim du Rohan dans Le Seigneur des anneaux de J. R. R. Tolkien sont un peuple cavalier ; leur nom signifie « seigneurs des chevaux » en sindarin.

- La saga fantastique Le Trône de fer, écrite par George R. R. Martin, et la série télévisée Le Trône de fer qui l'adapte, mettent en scène notamment le peuple des Dothraki, guerriers nomades pour qui le cheval est sacré.